# 末次虎太郎
末次 虎太郎（すえつぐ とらたろう、1878年8月18日 - 1948年1月2日）は、日本の政治家。衆議院議員（1期）。

## 経歴
東京都出身。明治法律学校で学ぶ。末次商会を設立。機械と応用化学品の製造販売に従事する。青年の体育振興のため、大日本相撲奨励会を創立し、常務理事となる。私立満蒙学校を創立し、校長となる。
1936年の第19回衆議院議員総選挙において福岡4区(当時)から立憲政友会公認で立候補して当選する。次の1937年の第20回衆議院議員総選挙で落選した。1942年の第21回衆議院議員総選挙では非推薦で立候補したが落選した。1948年死去。